# Luis Toro
Luis Toro (nascido em 21 de setembro de 1925) é um ex-ciclista de pista venezuelano que foi um dos atletas a representar o seu país nos Jogos Olímpicos de 1952, em Helsinque.